# Liste von Persönlichkeiten der Stadt Lübbenau/Spreewald
Diese Liste enthält Persönlichkeiten, die mit der brandenburgischen Stadt Lübbenau/Spreewald oder einem ihrer Ortsteile in Verbindung stehen. Dazu zählen Ehrenbürger sowie Personen, die in Lübbenau oder einem der Ortsteile geboren wurden bzw. dort gewirkt haben. Diese Liste erhebt keinen Anspruch auf Vollständigkeit.

## Ehrenbürger

Traugott Hirschberger

Die nachfolgende Auflistung enthält Personen, denen die Ehrenbürgerwürde der Stadt Lübbenau verliehen wurde. Die Auflistung erfolgt nach dem Jahr der Verleihung.
- Traugott Hirschberger (1811–1897), Müller und Politiker (Deutsche Fortschrittspartei), Mitglied des Reichstags, seit 1896[1]
- Paul Fahlisch (1844–1930), Lehrer und Regionalhistoriker, Begründer des Spreewaldtourismus, seit 1930[2]
- Wolfgang Seeliger (* 1935), langjähriger Bürgermeister von Lübbenau, seit 2010[3]
- Christoph Eigenwillig (1934–2019), Vorsitzender des Landesverbandes der Arbeiterwohlfahrt, seit 2014[3]
- Martin Habermann (* 1943), Politiker (CDU), ehemaliges Mitglied des Landtags Brandenburg, seit 2016[3]

## Persönlichkeiten der Stadt Lübbenau/Spreewald

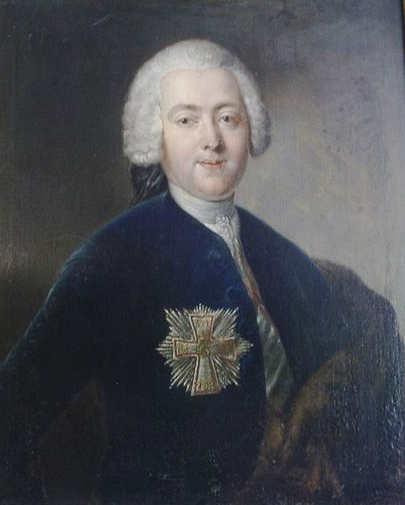
Rochus Friedrich zu Lynar

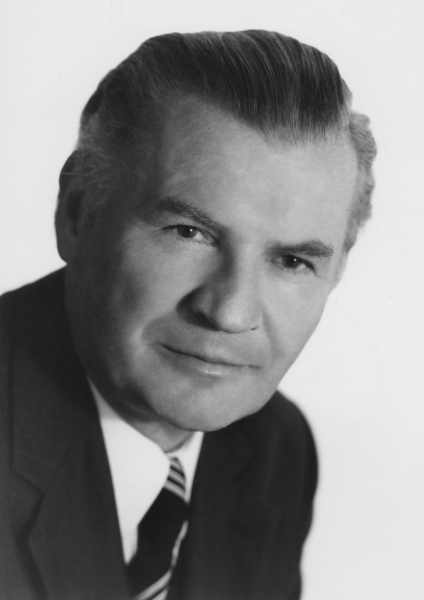
Hans Hoffmann

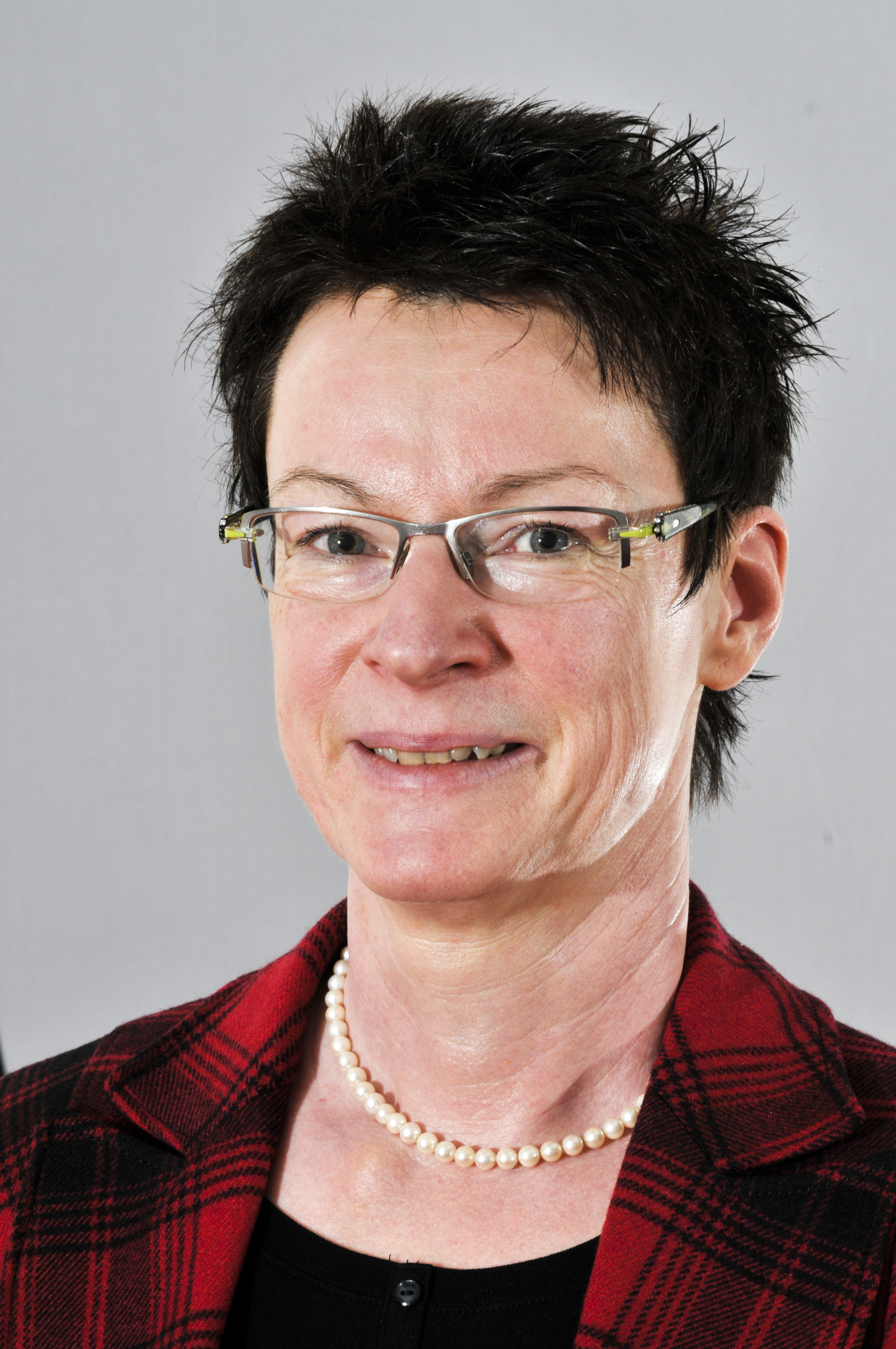
Roswitha Schier

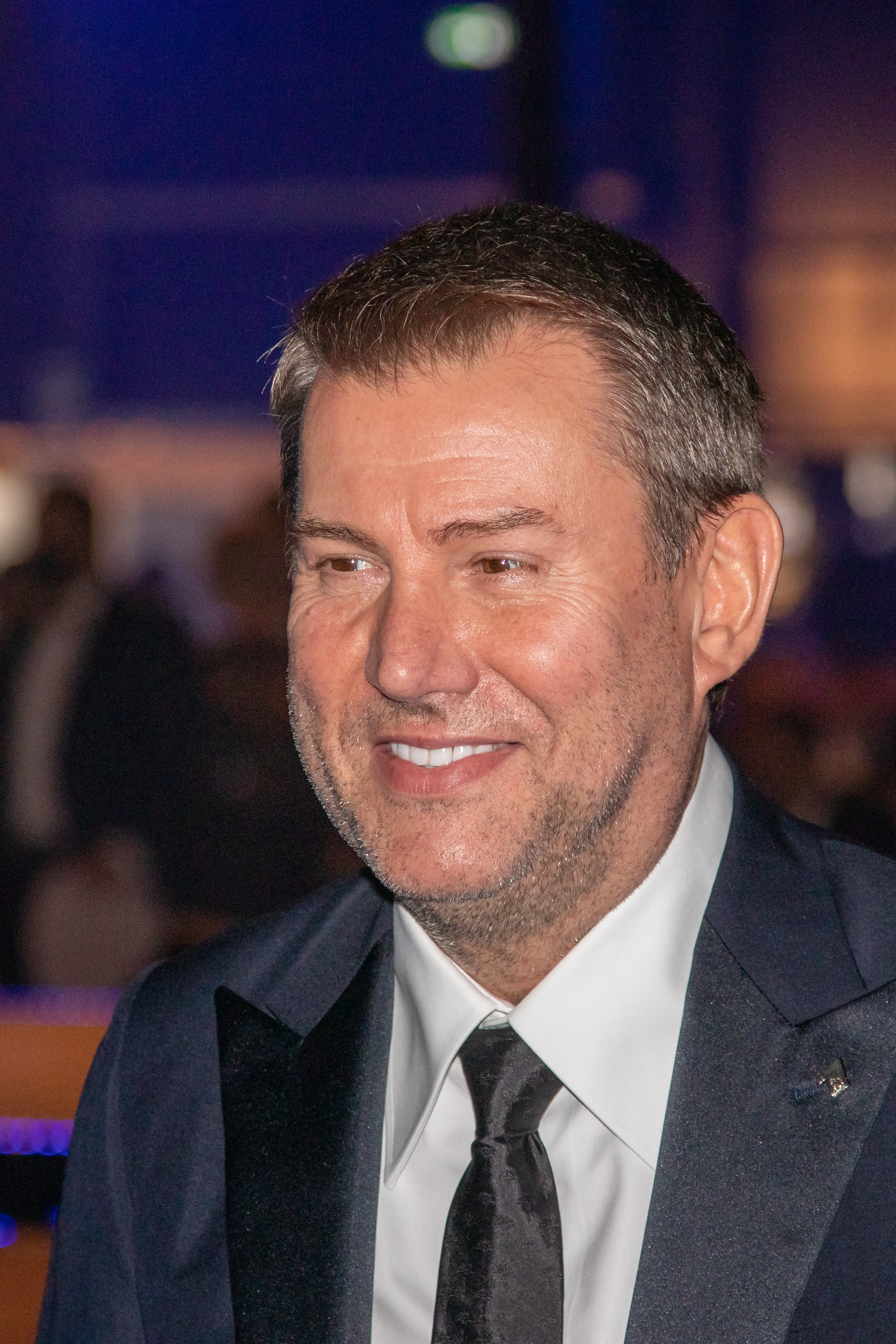
Jens Riewa

Im Folgenden sind Persönlichkeiten aufgelistet, die innerhalb der zum jeweiligen Zeitpunkt gültigen Stadtgrenzen in Lübbenau geboren wurden. Die vor jeweiligen Gemeindereformen in heutigen Ortsteilen geborenen Personen sowie Persönlichkeiten mit Verbindung zur Stadt werden in eigenen Abschnitten aufgelistet.
- Friedrich Casimir zu Lynar (1673–1716), Herr zu Lübbenau
- Moritz Karl zu Lynar (1702–1768), sächsischer Diplomat
- Rochus Friedrich zu Lynar (1708–1781), Diplomat im Dienste der Dänischen Krone
- Hermann Albert zu Lynar (1827–1887), preußischer Generalleutnant und Besitzer von Schloss Vetschau
- Max Carl Krüger (1834–1880), Maler
- Hermann Boisly (1880–1947), Kommunalpolitiker, Bürgermeister von Quedlinburg 1945
- Willy Schneider (1884–1967), Politiker (SPD), Mitglied der beratende Landesversammlung von Rheinland-Pfalz 1946
- Ferdinand zu Solms-Hohensolms-Lich (1886–1918), Aristokrat und Offizier im Ersten Weltkrieg
- Hans Ulrich Klintzsch (1898–1959), Offizier und Gründungsmitglied der SA
- Hermann Gullasch (1900–1969), Politiker (SPD), Oberbürgermeister von Bremerhaven 1948–1957
- Erich Rinka (1902–1983), Arbeiterfotograf
- Hans Hoffmann (1915–2005), Politiker (SPD), Oberbürgermeister von Heilbronn 1967–1983
- Jochen Jänicke (* 1923), Maler
- Lothar Hause (* 1955), Fußballspieler (FC Vorwärts Frankfurt)
- Romy Müller (* 1958), Leichtathletin und Olympiasiegerin in der 4-mal-100-Meter-Staffel 1980
- Roswitha Schier (* 1962), Politikerin (CDU), Mitglied des Landtags Brandenburg
- Ralf Mielke (* 1963), Flötist
- Jens Riewa (* 1963), Moderator und Nachrichtensprecher (Tagesschau, Hamburg Journal)

## Persönlichkeiten aus den Ortsteilen
Unter diesem Abschnitt werden Persönlichkeiten geführt, die vor den jeweiligen Kommunalreformen in den ehemaligen Gemeinden geboren wurden, die heute zum Stadtgebiet von Lübbenau gehören.
- Christian Albrecht Ermel (1673–1737), evangelisch-lutherischer Theologe, geboren in (Alt-)Schönfeld
- Siegmund Friedrich Dresig (1703–1742), Altphilologe und Pädagoge, geboren in Vorberg
- Julius Zimmermann (1834–1902), Gemeindevorsteher von Steglitz 1875–1901, geboren in Leipe
- Gottfried Welk (1847–1938), Vater von Ehm Welk, geboren in Groß Klessow
- Karl-Heinz Mehlan (1916–2003), Sozialhygieniker, geboren in Krimnitz
- Albert Schubert (* 1923), Generalmajor des Ministerium für Staatssicherheit der DDR, geboren in Groß Beuchow
- Dietrich Lusici (1942–2024), Maler und Grafiker, geboren in Ragow

## Persönlichkeiten mit Verbindung zur Stadt
Nachfolgend sind Persönlichkeiten gelistet, die nicht in Lübbenau geboren wurden, aber mit der Stadt in Verbindung stehen. Sie sind entweder dort aufgewachsen, leben oder lebten dort oder hatten eine Tätigkeit in der Stadt inne. Zugunsten der Übersichtlichkeit ist die Auflistung in Jahresabschnitte unterteilt.

### 1500 bis 1800
- Christoph Stymmelius (1525–1588), lutherischer Theologe, Hofprediger in Lübbenau
- Johannes Choinan (1616–1664), sorbischer Sprachforscher, Pfarrer in Zerkwitz
- Johann Siegmund zu Lynar (1616–1665), Standesherr zu Lübbenau und Glinicke
- Carl Wilhelm von Bredow (1682–1761), preußischer Generalmajor, Erbherr zu Groß Lübbenau und dem brandenburgischen Anteil von Bischdorf
- Johann Gottlieb Hauptmann (1703–1768), Sprachforscher und Theologe, Oberpfarrer in Lübbenau
- Christian Wilhelm Karl von Stutterheim (1723–1783), Landsyndikus der Niederlausitz und polnisch-kursächsischer Kammerherr, gestorben in Lübbenau
- Friedrich August Benjamin Puchelt (1784–1856), Arzt, Pathologe und Hochschullehrer, ging in Lübbenau zur Schule
- Christian Friedrich Stempel (1787–1867), sorbischer Pfarrer und Dichter, letzter sorbischsprachiger Pfarrer in Lübbenau
- Hermann Rochus zu Lynar (1797–1878), Standesherr zu Lübbenau

### 1800 bis 1900

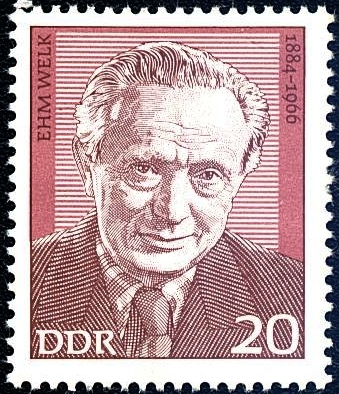
Ehm Welk

- Hermann Maximilian zu Lynar (1825–1914), Standesherr zu Lübbenau
- Theodor Boisly (1848–1934), Jurist und Mitglied des Preußischen Abgeordnetenhauses, Amtsrichter in Lübbenau 1879–1882
- Martin Eckart Pfannschmidt (1861–1947), evangelisch-lutherischer Pfarrer und Heimatforscher, Oberpfarrer in Lübbenau 1897–1913
- Ernst Lohmann (1863–1941), Verwaltungsjurist, Referendar in Lübbenau
- Beatrice Ledermann (1866–1942), Inhaberin eines Konfektionsgeschäfts, Stolperstein in Lübbenau
- Max Plessner (1875–1942), Tierarzt, Stolperstein in Lübbenau
- Ehm Welk (1884–1966), Schriftsteller, lebte von 1935 bis 1940 in Lübbenau
- Agathe Lindner-Welk (1892–1974), Schriftstellerin, lebte von 1935 bis 1940 in Lübbenau
- Wilhelm Graf zu Lynar (1899–1944), Offizier der Wehrmacht, Beteiligter am Attentat auf Adolf Hitler, Schlossherr in Lübbenau

### 1900 bis 1950

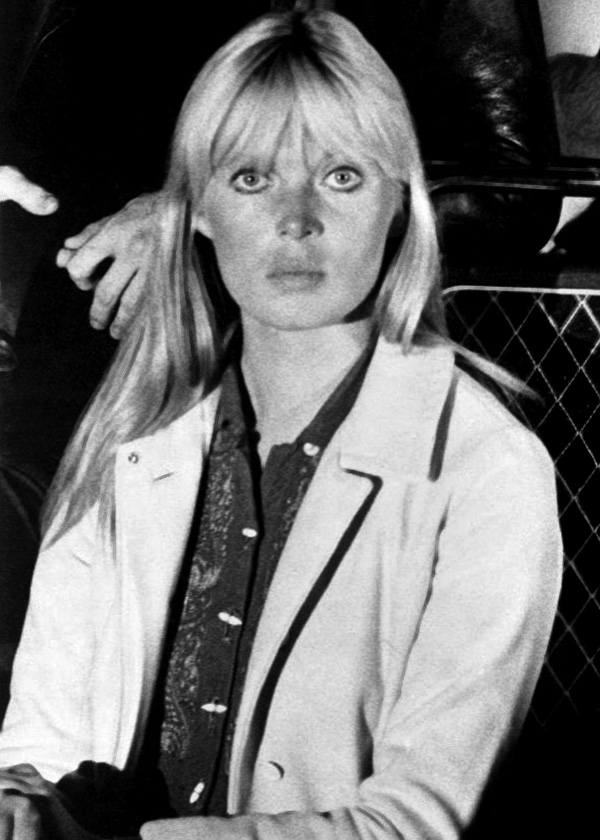
Nico

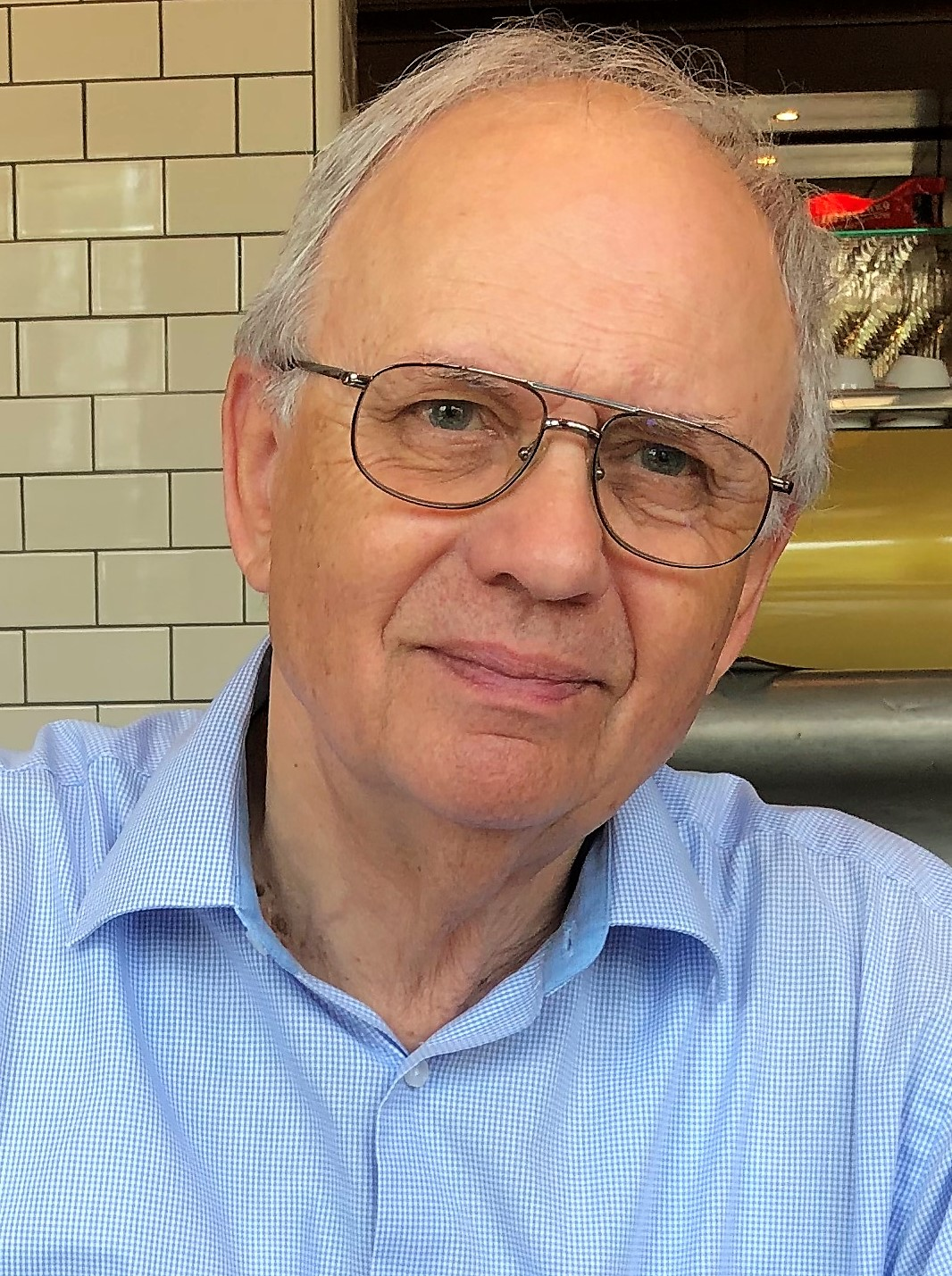
Gerald Muschiolik

- Willi Bänsch (1908–1944), Widerstandskämpfer gegen den Nationalsozialismus, lebte kurzzeitig in Lübbenau
- Erich Köhler (1928–2003), Schriftsteller, angestellter Autor im Kraftwerk Lübbenau 1968–1970
- Joachim-Ernst Gierspeck (* 1929), Ingenieur und Politiker (LDPD), ehemaliger Abteilungsleiter im Kraftwerk Lübbenau
- Uwe Kant (* 1936), Schriftsteller, von 1961 bis 1964 Lehrer in Lübbenau
- Gudrun Bröchler-Neumann (1937–2013), Malerin und Grafikerin, lebte von 1961 bis 1970 in Lübbenau
- Günter Stein (* 1937), Nephrologe und Medizinfunktionär, wuchs in Lübbenau auf
- Nico (1938–1988), Fotomodell, Sängerin und Schauspielerin, lebte als Kind in Lübbenau
- Ekkehard Zeidler (* 1939), Fußballspieler und -trainer (u. a. ASG Vorwärts Cottbus, TSG Lübbenau 63, FSV Glückauf Brieske-Senftenberg), Trainerausbilder am DFB-Stützpunkt Lübbenau
- Gerolf Seemann (* 1940), Badmintonspieler, lebt in Lübbenau
- Holger Bartsch (* 1941), Politiker (SPD), Mitglied des Bundestags 1990–1994, Landrat des Landkreises Oberspreewald-Lausitz 1994–2006, lebt in Lübbenau
- Gerald Muschiolik (* 1941), Lebensmittelwissenschaftler und Hochschullehrer, wuchs in Lübbenau auf
- Hubertus Zomack (1941–2019), römisch-katholischer Theologe und Priester, 1976 bis 1993 Pfarrer in Lübbenau (St. Maria Verkündigung)
- Peter Schurig (* 1942), Badmintonspieler, lebt in Lübbenau

### 1950 bis heute

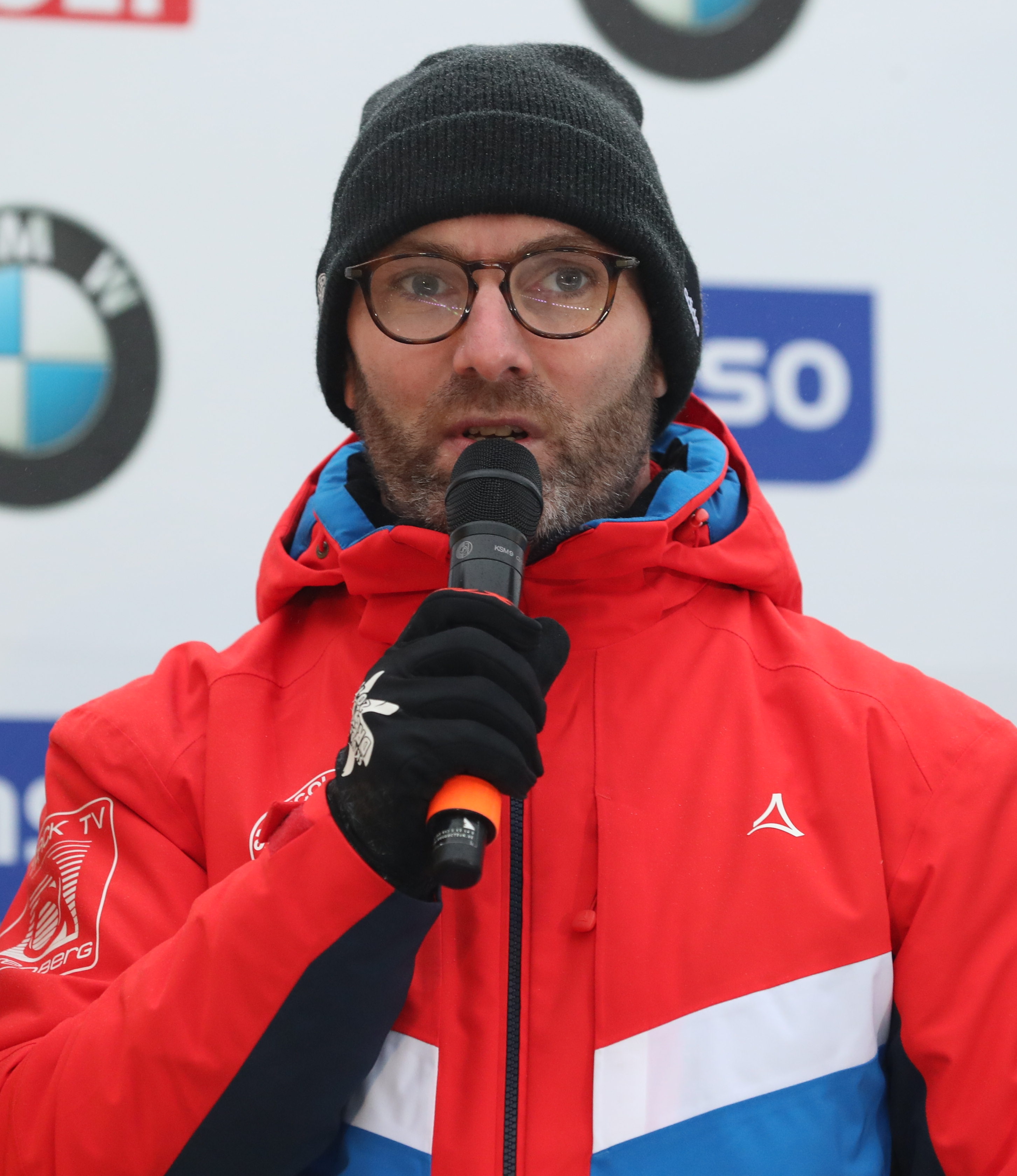
Marc Huster

- Werner-Siegwart Schippel (* 1951), Politiker (SPD), Mitglied im Landtag Brandenburg 1994–2014, Arbeiter im Kraftwerk Lübbenau
- Diethelm Triemer (* 1954), Motorradsportler, lebte zeitweise in Lübbenau
- Lothar Bienst (* 1956), Politiker (CDU), Mitglied im Sächsischen Landtag 2009–2019, ging ein Jahr in Lübbenau zur Schule
- Martin Neumann (* 1956), Politiker (FDP), Mitglied im Bundestag 2009–2013 und 2017–2021, Professor für Technische Gebäudeausrüstung, war Stadtbaudirektor in Lübbenau
- Frank Marczinek (* 1961), Politiker (parteilos), Staatssekretär für Abrüstung und Verteidigung in der letzten Regierung der DDR unter Lothar de Maizière, führt ein Abbruch- und Recyclingunternehmen in Lübbenau
- Birgit Uibel-Sonntag (1961–2010), Hürdenläuferin, trainierte in der Jugend bei der TSG Lübbenau 63
- Michael Hirte (* 1964), Mundharmonikaspieler, wuchs in Lübbenau auf
- Matthias Große (* 1967), Immobilienunternehmer und Eisschnelllauffunktionär, wuchs in Lübbenau auf
- Marc Huster (* 1970), Gewichtheber, wuchs in Lübbenau auf
- Skadi Schier (* 2000), Leichtathletin, wuchs in Lübbenau auf
- Louis Christiansen (* 2007), Schauspieler, wohnt in Lübbenau